# SAAJ
SAAJ（SOAP with Attachments API for Java，带附件的SOAP Java API）提供了从Java平台通过因特网发送XML文档的标准方法。开发者可以使用SAAJ产生、接受符合SOAP 1.1和1.2规范的消息，以及带附件的SOAP消息。开发者还可以直接使用它来编写SOAP消息传递应用程序，而不是使用JAX-RPC或JAX-WS。

## 为什么SOAP需要附件
作为一个基于XML的消息传递协议，SOAP消息需要较强的处理能力和较大的内存。 而SOAP消息的所有部分必须符合XML规则所允许的字符和字符序列，二进制数据不能直接包含在内。此外，SOAP的实现通常是在决定怎样处理内容部分之前解析整个SOAP消息，所以大的数据字段可能使应用很容易超过可用内存。出于所有这些原因，SOAP需要一些机制，作为附件去携带大量数据和二进制数据，而不是在SOAP消息信封中做这些事情。